# David Edwards
David Alexander Edwards (Shrewsbury, 3 de fevereiro de 1986) é um futebolista galês nascido na Inglaterra.

## Carreira
Edwards fez parte do elenco da Seleção Galesa de Futebol da Eurocopa de 2016.